# Mercedes-Benz Group
Die Mercedes-Benz Group AG (ehemals Daimler-Benz AG, DaimlerChrysler AG und Daimler AG) ist ein börsennotierter deutscher Hersteller von Personenkraftwagen und Nutzfahrzeugen, der auch Mobilitäts- und Finanzdienstleistungen anbietet. Als Dachgesellschaft mit Sitz in Stuttgart übernimmt die Mercedes-Benz Group AG Unternehmungsführungs-, Strategie- und Steuerungsfunktionen sowie konzernübergreifende Dienstleistungen für die zwei rechtlich selbstständigen Tochtergesellschaften Mercedes-Benz AG und Mercedes-Benz Mobility AG, die das operative Geschäft verantworten. Die bekannteste Marke des Konzerns ist Mercedes-Benz. Nach Umsatz belegt die Mercedes-Benz Group AG weltweit den siebten Platz unter den Automobilherstellern.

## Geschichte
Die heutige Mercedes-Benz Group AG wurde 1998 als DaimlerChrysler AG nach dem Zusammenschluss der Daimler-Benz AG mit der US-amerikanischen Chrysler Corporation gegründet. Die Umbenennung in Daimler AG erfolgte 2007 nach dem mehrheitlichen Verkauf von Chrysler. Im Zuge der Abspaltung der Nutzfahrzeugsparte folgte am 1. Februar 2022 die Umbenennung in Mercedes-Benz Group AG.

### Vorgeschichte
Die Anfänge der Mercedes-Benz Group AG reichen bis in das Gründungsjahr 1883 der Benz & Co Rheinische Gasmotorenfabrik in Mannheim zurück, die im Jahr 1926 mit der Daimler-Motoren-Gesellschaft zur Daimler-Benz AG fusionierte. 1883 ließ sich Gottlieb Daimler erstmals Patentrechte für einen Gasmotor mit Glührohrzündung sowie für die Regulierung der Geschwindigkeit des Motors durch Steuerung des Auslassventils sichern. Die beiden Patente waren die Grundlage für den weltweit ersten schnell laufenden Verbrennungsmotor. Am 29. Januar 1886 ließ sich Carl Friedrich Benz das Automobil, ein dreirädriges Fahrzeug mit Verbrennungsmotor und elektrischer Zündung, patentieren.
In den 1920er-Jahren kämpften fast alle Automobilbauer ums Überleben. Die Deutsche Bank regte einen Zusammenschluss von Benz und Daimler an. Die aus den Arbeiten beider Automobilpioniere hervorgegangenen Unternehmen Benz & Co Rheinische Gasmotorenfabrik Mannheim (ab 1899: Benz & Cie.) und Daimler-Motoren-Gesellschaft fusionierten am 28. Juni 1926 zur Daimler-Benz AG.
Nach der Machtergreifung der NSDAP wurde die Wirtschaft im nationalsozialistischen Deutschen Reich verstärkt in die Aufrüstung der Wehrmacht eingebunden. Daimler-Benz entwickelte und produzierte Militärfahrzeuge, Panzer, Schiffs- und Flugmotoren. 1932 war das Unternehmen nach der Opel und der Auto Union AG drittgrößter Automobilproduzent in Deutschland. Es beschäftigte Ende 1932 nur noch 9.148 Mitarbeiter, 1928 waren es noch 14.281 gewesen. Bis 1944 wuchs die Belegschaft auf 74.198 Personen, davon waren etwa 6,6 % Kriegsgefangene und 37 % angeworbene oder zwangsverschleppte Ausländer. 1941 machten Wehrmachtsaufträge 76 % des Gesamtumsatzes der AG aus. Im selben Jahr arbeiteten 150 KZ-Häftlinge für Daimler-Benz, 1944 waren es 5.648 KZ-Häftlinge. Die mangelnde Aufklärung und späte, relativ geringe Auszahlung einer Entschädigung im Jahr 1968 sorgte für Kritik. In den Betrieben waren verstärkt auch Frauen tätig, da die Männer an der Front standen. Am Ende des Krieges gingen die Niederlassungen im Osten Deutschlands sowie die Werke Königsberg und Genshagen verloren. Auch die in den besetzten Ländern im Krieg gegründeten Werke Colmar, Neupaka, Reichshof und das Flugmotorenwerk Ostmark musste der Konzern abschreiben. Im Westen waren die Produktionsstätten teilweise stark beschädigt. Das Werk in Untertürkheim wurde am 5. September 1944 durch alliierte Bomber stark zerstört. In Sindelfingen war außer dem Presswerk kein überdachtes Gebäude mehr vorhanden, und das Werk Mannheim war zu einem Drittel zerstört.
In der Nachkriegszeit sollen Verbindungen zu ehemaligen Nazi-Funktionären existiert haben. Angeblich veranlasste die Daimler-Benz AG, dass in dem 1951 eröffneten Mercedes-Lkw-Werk in González Catán (Argentinien) ehemalige Nazi-Größen, die nach Südamerika ausgewandert waren, eingestellt wurden.
In den folgenden Jahren zeigte sich das Unternehmen als Innovationsführer auf dem Automobilmarkt – so wurden 1951 die Sicherheitsfahrgastzelle, 1981 der Airbag und der Gurtstraffer als Neuentwicklungen eingeführt.

### DaimlerChrysler AG (1998–2007)

Logo der DaimlerChrysler AG

Erste Gespräche zwischen dem damaligen Vorstandsvorsitzenden der Daimler-Benz AG, Jürgen Schrempp, und dem damaligen CEO der Chrysler Corporation, Robert Eaton, über eine Fusion beider Unternehmen fanden am 12. Januar 1998 in Detroit statt. Am 7. Mai wurde der Zusammenschluss durch die beiden Unternehmensführer in London bekanntgegeben. Dabei wurde betont, dass es sich um keine Übernahme des einen Unternehmens durch das andere handle, sondern um eine Fusion unter Gleichen (merger of equals). Jürgen Schrempp betitelte den Zusammenschluss zur DaimlerChrysler AG als „Hochzeit im Himmel“.
Nachdem die EU-Kommission der Fusion zugestimmt hatte, wurde diese am 31. Juli 1998 auch durch die US-amerikanischen Wettbewerbsbehörden genehmigt. Am 18. September stimmten schließlich die Aktionäre auf den Hauptversammlungen beider Unternehmen der Fusion zu. Diese erfolgte durch einen Aktientausch in Aktien des neuen Unternehmens, der DaimlerChrysler AG. Daimler-Benz-Aktionäre erhielten pro Aktie 1,005 DaimlerChrysler-Aktien, eine Chrysler-Aktie wurde in 0,6235 DaimlerChrysler-Aktien getauscht. Am 17. November 1998 nahm die DaimlerChrysler AG das operative Geschäft auf, und die Aktien wurden erstmals an den Börsen gehandelt.
In der Führung des neuen Unternehmens sollten Daimler-Benz und Chrysler zu gleichen Teilen vertreten sein. So war zunächst der Vorstand paritätisch besetzt, und sowohl Jürgen Schrempp als auch Robert Eaton agierten als Vorstandsvorsitzender. Die Sitzungen des Vorstands wurden wechselnd in Stuttgart und bei Chrysler in Auburn Hills (Michigan) abgehalten. Juristischer Sitz war aber von Anfang an Stuttgart, die DaimlerChrysler AG wurde als Aktiengesellschaft nach deutschem Recht gegründet.
Nach zwei Jahren erklärte der Co-Vorsitzende Robert Eaton seinen Rücktritt, so dass Jürgen Schrempp zum alleinigen Vorstandsvorsitzenden wurde. Jürgen Schrempp gab sein Amt am 1. Januar 2006 an Dieter Zetsche weiter. Nach und nach verschob sich auch das Stimmenverhältnis im Vorstand immer mehr zugunsten der deutschen Mitglieder.
Kurz nach seinem Amtsantritt zum 1. Januar 2006 kündigte der neue DaimlerChrysler-Chef Dieter Zetsche einen weiteren Stellenabbau an. In der Konzernverwaltung wurden in den nächsten drei Jahren 6000 Stellen abgebaut.
Zetsche war am 1. September 2005 zunächst Vorstand für die Marke Mercedes-Benz geworden. Ursprünglich war 2004 Wolfgang Bernhard als Nachfolger von Jürgen Hubbert für den Chefposten bei Mercedes-Benz vorgesehen, wurde jedoch kurz vor Amtsantritt seines Vorstandsbereiches enthoben und stattdessen Markenchef von Volkswagen. Am 1. Oktober 2004 wurde Eckhard Cordes zum Markenchef von Mercedes-Benz berufen. Unter seiner Leitung wurde die Sanierung der mittlerweile angeschlagenen Marke Mercedes-Benz begonnen. Nachdem bekannt wurde, dass Zetsche in Nachfolge von Schrempp den Vorstandsvorsitz der DaimlerChrysler AG übernehmen würde, verließ nach kurzer Amtszeit am 31. August 2005 auch Cordes das Unternehmen und wurde Anfang 2006 Vorstandsvorsitzender der Franz Haniel & Cie.
Im Zuge der Sanierung von Mercedes-Benz sollten in den Jahren 2005 bis 2008 rund 14.000 Mitarbeiter das Unternehmen verlassen. Dies sollte mit Abfindungsangeboten, Vorruhestandsregelungen, Versetzungen und durch Fluktuation erreicht werden. Dabei sollte der Beschäftigungspakt, der bis 2012 gültig war, eingehalten werden.
Im Oktober 2005 wurde zusammen mit den Automobilherstellern Hyundai und Mitsubishi Motors das Joint Venture Global Engine Manufacturing Alliance (GEMA) gegründet, das Motoren für die beteiligten Unternehmen herstellt.
Am 11. November 2005 wurden die verbliebenen 12,4 % der Anteile an der Mitsubishi Motors Corp. verkauft. Im September 2006 wurde mit Chery Automobile ein chinesischer Automobilhersteller als Kooperationspartner gefunden. Chrysler sollte die von Chery in China produzierten kostengünstigen Kleinwagen unter der Marke Dodge in den USA verkaufen, dies kam jedoch nicht zustande.
2006 wurde das neue Mercedes-Benz Museum neben dem Stammwerk in Stuttgart-Untertürkheim eröffnet. Auf 16.500 m² Ausstellungsfläche sind 160 Fahrzeuge zu sehen. Im selben Jahr kündigte Konzernchef Zetsche zunächst den Umzug des Vorstands und von Teilen der Verwaltung ins Motorenwerk Stuttgart-Untertürkheim an, von wo aus das Vorgänger-Unternehmen Daimler-Benz bis 1990 geleitet worden war. Im Oktober 2006 kündigte das Unternehmen außerdem an, die bisherige Konzernzentrale in Stuttgart-Möhringen zu verkaufen, diese war auch als Bullshit Castle bekannt. Das Werk Untertürkheim feierte am 20. Juli 2024 sein 120-jähriges Bestehen.
Im März 2007 wurden erstmals Gerüchte laut, dass DaimlerChrysler den Verkauf der Chrysler Group in Erwägung ziehe. Seit der Fusion war der Wert von Chrysler alleine um 35 Milliarden Euro gesunken, der von DaimlerChrysler bis zu Schrempps Rückzug Ende 2005 um 50 Milliarden Euro. Die Kritik an der Fusion war deshalb über die Jahre immer größer geworden. So konstatierte ein Sprecher der Schutzgemeinschaft der Kapitalanleger in der Hauptversammlung 2007 gegenüber dem Management: „Sie alle haben in unverantwortlicher Weise versagt“ und erhielt dafür Beifall der fast 7000 Teilnehmer. Als Interessenten von Chrysler galten zunächst die Investmentgesellschaften Blackstone und Cerberus Capital Management sowie der austrokanadische Automobilzulieferer Magna International. Auch der US-amerikanische Multimilliardär Kirk Kerkorian, der 1995 22,3 Milliarden US-Dollar für Chrysler geboten hatte, zeigte nun wieder Interesse. Offenbar war ihm das Unternehmen jedoch nur noch 4,5 Milliarden US-Dollar wert.
Am 14. Mai 2007 wurde schließlich der mehrheitliche Verkauf der Chrysler Group an Cerberus bekanntgegeben. Eine Tochtergesellschaft von Cerberus übernahm daraufhin 80,1 % der Aktien an der neu geschaffenen Chrysler Holding LLC, Daimler behielt 19,9 % der Anteile.
Im Juni 2007 gab DaimlerChrysler bekannt, zukünftig mit FIAT zu kooperieren. Dies bezog sich vor allem auf die Nutzfahrzeugmotoren. Wie beide Unternehmen mitteilten, sollte zunächst Daimlers japanische Nutzfahrzeugtochter Mitsubishi Fuso mit Dieselmotoren für leichte Lastwagen beliefert werden. Fiat Powertrain Technologies (FPT) werde ab 2009 rund 80.000 Motoren pro Jahr für das Modell Canter liefern, das in Europa und Japan abgesetzt werden sollte. In den nächsten Jahren sollte der Lieferumfang weiter ansteigen.
Die Ära der DaimlerChrysler AG brachte der Kernmarke Mercedes-Benz einen beträchtlichen Imageschaden ein, der mit Qualitätsproblemen und einer enormen Kostenreduktion zu begründen ist. Die bis zur Fusion unumstrittene Führungsrolle im Automobilbau der damaligen Daimler-Benz AG wurde nur teilweise wiederhergestellt.

In den 2000er Jahren führte DaimlerChrysler gemeinsam mit der UNESCO die Initiative Mondialogo durch, die den interkulturellen Dialog und Austausch mittels internationaler Projektwettbewerbe förderte: Der Mondialogo School Contest verknüpfte Schulteams mit Schülern zwischen 14 und 18 Jahren mit Partnerteams aus anderen Weltregionen; der Mondialogo Engineering Award richtete sich an Ingenieursstudenten aus Industrie- und Entwicklungsländern mit Projekten zur Realisierung der Millenniums-Entwicklungsziele der Vereinten Nationen.

### Daimler AG (2007–2019)
Die Trennung von Chrysler wurde Anfang August 2007 abgeschlossen. Auf einer außerordentlichen Hauptversammlung am 4. Oktober 2007 wurde schließlich die Umbenennung des Unternehmens in Daimler AG beschlossen. Danach operierte der Konzern in den Geschäftsfeldern Mercedes-Benz Cars, Mercedes-Benz Vans, Daimler Trucks, Daimler Buses und Daimler Financial Services.
Der Daimler-Vorstandsvorsitzende Dieter Zetsche gab auf der Hauptversammlung außerdem bekannt, dass der Konzern die Namensrechte am Namen „Daimler“ von der Ford Motor Company für 20 Millionen US-Dollar (rund 14 Millionen Euro) erworben habe. Die Vereinbarung besagt, dass die Daimler AG den Namen lediglich als Handels- oder Firmenbezeichnung nutzen darf. Dauerhaft seien keine Namensrechte übertragen worden, weshalb die Daimler Motor Company, trotz der Unternehmensbenennungen weiterhin besteht. Im Zuge der Umbenennung des Konzerns wurden auch die Produktionsstandorte und Vertriebsgesellschaften umbenannt, wobei sich deren Name aus den Markennamen der jeweiligen Produkte ergibt, beispielsweise Mercedes-Benz.
Am 24. März 2010 reichten die Vereinigten Staaten nach Ermittlungen der US-Börsenaufsicht SEC eine Klage gegen die Daimler AG ein. Das Verfahren war in den USA möglich, da Daimler-Aktien an dortigen Börsen gehandelt werden. Der Vorwurf lautet auf Korruption im großen Stil und ist der Abschluss einer jahrelangen Ermittlung. Laut dem US-amerikanischen Justizministerium soll der Konzern zwischen 1998 und 2008 in Russland, der Türkei, Ägypten und China im „zweistelligen Millionenbereich“ Bestechungsgelder gezahlt haben, um an Regierungsaufträge zu kommen, die die damals angeschlagene DaimlerChrysler retten sollten. Der Konzern schloss bei einer gerichtlichen Anhörung am 1. April 2010 einen Vergleich mit den US-Behörden. Der Vergleich beinhaltet ein Schuldeingeständnis, die Strafzahlung von 185 Mio. Dollar (rund 134 Mio. Euro) an die US-Behörden und Auflagen zur Korruptionsbekämpfung. Auch in Deutschland war es zu Ermittlungsverfahren durch die Staatsanwaltschaft in Stuttgart gekommen, die inzwischen jedoch fast alle eingestellt wurden. Daimler selbst ergriff disziplinäre Maßnahmen gegen 60 Mitarbeiter, von denen 45 dabei auch gekündigt wurden. Die durchgeführten Maßnahmen zur Korruptionsbekämpfung wurden allerdings von der SEC Ende 2011 als noch nicht ausreichend kritisiert.
Im Februar 2011 wurde mit Christine Hohmann-Dennhardt zum ersten Mal in der Geschichte der Daimler AG und ihrer Vorgänger eine Frau in den Vorstand berufen. Hohmann-Dennhardt war bis zum Jahresende 2015 Mitglied des Vorstandes der Daimler AG. Seit Anfang 2016 leitet ihre Nachfolgerin Renata Jungo Brüngger das Vorstandsressort Integrität und Recht.
Die Daimler AG spielte eine zentrale Rolle im Verfahren zum Einsatz von Kohlenstoffdioxid in Klimaanlagen. Vorausgegangen war ein Konflikt zwischen der Daimler AG und der Europäischen Union, deren Gesetz vorsieht, die Klimaanlagen von neu homologenisierten Fahrzeugen ab Anfang 2013 mit dem umweltschonenderen Kältemittel R1234yf anstelle des vorher verwendeten Mittels R134a zu befüllen. Auf diesen Beschluss haben sich weltweit alle Fahrzeughersteller im Vorfeld verständigt. Bei internen Tests seitens der Daimler AG hat sich herausgestellt, dass sich das Mittel im heißen Motorraum entzündet. Als Reaktion darauf startete das Unternehmen nur wenige Tage später eine Rückrufaktion, um in allen mit R1234yf befüllten Fahrzeugen das Kältemittel durch R134a zu ersetzen. Damit war es das weltweit erste Unternehmen, das das neue Kältemittel boykottierte sowie den Einsatz von Kohlenstoffdioxid als Kältemittel forcierte. Als Reaktion darauf zogen die Volkswagen AG sowie die BMW AG nach.
Nach dem Wechsel Eckart von Klaedens vom Bundeskanzleramt zur Daimler AG als neuem Leiter der Abteilung Politik und Außenbeziehungen leitete die Staatsanwaltschaft Berlin 2013 Ermittlungsverfahren gegen von Klaeden wegen des Anfangsverdachts der Vorteilsannahme und gegen Dieter Zetsche wegen des Verdachts der Vorteilsgewährung ein und stellte sie 2015 vollumfänglich ein.
Der Vorstand hat 2017 ein CASE Steering Committee gebildet, das zu den Zukunftsthemen Vernetzung (Connected), autonomes Fahren (Autonomous), flexible Nutzung (Shared & Services) und elektrische Antriebe (Electric) das Managementmodell und die strategischen Leitplanken bestimmen soll.
Im Juni 2018 gliederte der Konzern knapp ein Drittel seiner seinerzeitigen 25 Milliarden Euro Pensionsverpflichtungen in den Daimler Pensionsfonds aus, der mit einem Volumen von über 8 Milliarden Euro zum größten Pensionsfonds Deutschlands wurde.

### Konzernaufteilung (2019–2022)
Auf der Hauptversammlung am 22. Mai 2019 wurde Dieter Zetsche, der das Unternehmen seit mehr als 13 Jahren als Vorstandsvorsitzender geleitet hatte, durch den Schweden Ola Källenius abgelöst. Dieser war bereits seit 1993 für den Konzern tätig und in seiner vorigen Position im Vorstand für die Konzernforschung und Mercedes-Benz Cars Entwicklung zuständig gewesen.
Zum 1. November 2019 spaltete Daimler seine Tätigkeiten in drei eigenständige Unternehmen auf, die jedoch noch immer unter dem Dach der Daimler AG firmierten. Für das Geschäftsfeld Mercedes-Benz Cars and Vans wurde die Mercedes-Benz AG gegründet, deren Vorstandsvorsitzender in Personalunion der Vorstandsvorsitzende der Daimler AG Ola Källenius wurde. Für das Geschäftsfeld Trucks and Buses wurde das neue Unternehmen Daimler Truck AG gegründet, dessen Leitung Martin Daum übernahm, der bereits vor der Aufspaltung als Vorstandsmitglied für dieses Geschäftsfeld zuständig war. Die bereits seit Jahren eigenständige Tochtergesellschaft Daimler Financial Services, zuständig für Fahrzeugfinanzierungen, Flottenmanagement sowie Mobilitätsdienstleistungen, wurde bereits im Juli 2019 in Daimler Mobility AG umbenannt. Als Grund für die Aufspaltung gab der Konzern an, seinen Kundenfokus zu stärken und vor allem die Agilität des Konzerns zu erhöhen. Die Daimler AG blieb das einzige börsennotierte der drei Unternehmen und übernahm mit rund 6000 Mitarbeitern Unternehmungsführungs-, Strategie- und Steuerungsfunktionen sowie die Zuständigkeit für konzernübergreifende Dienstleistungen.
Anfang 2021 wurden Absichten bekannt, die Daimler Truck AG von der Daimler AG abzuspalten und als eigenständiges Unternehmen Ende 2021 an die Börse zu bringen. Die Abspaltung zum 1. Dezember 2021 wurde am 1. Oktober 2021 in einer außerordentlichen Hauptversammlung von einer Mehrheit der Aktionäre beschlossen. Der Börsengang erfolgte am 10. Dezember 2021 an der Frankfurter Wertpapierbörse. Die Mercedes-Benz Group AG, die durch Umfirmierung der Daimler AG zum 1. Februar 2022 entstand, hielt nach dem Börsengang einen Anteil von 35 Prozent an der Daimler Truck AG.

## Aktiengesellschaft
Vorstandsvorsitzender der Mercedes-Benz Group AG ist seit dem 22. Mai 2019 Ola Källenius, Aufsichtsratsvorsitzender ist seit dem 8. Mai 2024 Martin Brudermüller. Das Grundkapital der Gesellschaft ist aufgeteilt in rund 1,07 Milliarden Namensaktien. Die Aktien des Unternehmens (WKN 710000, ISIN DE0007100000) werden von der Deutschen Börse unter dem Kürzel MBG notiert und sind Bestandteil des DAX. Die Anteile der drei strategischen Investoren Li Shufu, Kuwait IA und BAIC und durch Mercedes selbst gehaltene Aktien werden als Festbesitz angesehen, die übrigen rund 67,5 % der Aktien gelten als Streubesitz.
Aktionäre mit meldepflichtigen Anteilen siehe Tabelle:
| Anteil | Anteilseigner                                                                                    |
| ------ | ------------------------------------------------------------------------------------------------ |
| 9,98 % | Beijing Automotive Group (BAIC)                                                                  |
| 9,69 % | Tenaclou3 Prospect Investment Limited (Li Shufu, Eigentümer des chinesischen Autokonzerns Geely) |
| 5,57 % | Kuwait Investment Authority (KIA)                                                                |
| 7,26 % | eigene Aktien                                                                                    |

### Aktionärsstruktur
Am 23. Juli 2019 gab der chinesische Automobilkonzern Beijing Automotive Group bekannt, durch direkte Beteiligung und weitere Erwerbsrechte einen konsolidierten Anteil in Höhe von 5 % am Grundkapital der Daimler AG erworben zu haben. Die Beteiligung von Daimler am BAIC-Tochterunternehmen BAIC Motor lag zu diesem Zeitpunkt bei 9,55 % der Anteile.

### Dividendenpolitik
Die Mercedes-Benz Group strebt eine nachhaltige Dividendenentwicklung mit einer Ausschüttungsquote von rund 40 % des auf ihre Aktionäre entfallenden Konzernergebnisses als grundsätzlichem Orientierungswert an. Für 2020 (2019) entsprach die Ausschüttung von 1,35 € (0,90 €) einer Quote von 40 % (40 %).

### Geschäftsführung
Vorsitzende des Aufsichtsrats
- Hilmar Kopper (17. November 1998 bis 4. April 2007)
- Manfred Bischoff (4. April 2007 bis 31. März 2021)
- Bernd Pischetsrieder (1. April 2021 bis 8. Mai 2024)
- Martin Brudermüller (seit 8. Mai 2024)

Vorstand
- Ola Källenius (Vorsitzender, seit 2019)
- Renata Jungo Brüngger (Integrität und Recht, seit 2016)
- Jörg Burzer (Produktion & Supply Chain Management, seit 2021)
- Sabine Kohleisen (Personal und Arbeitsdirektorin, seit 2021)
- Markus Schäfer (Chief Technology Officer, Entwicklung & Einkauf, seit 2019)
- Britta Seeger (Vertrieb, seit 2017)
- Oliver Thöne (Greater China, seit 2024)
- Harald Wilhelm (Finanzen & Controlling/Mercedes-Benz Mobility AG, seit 2019)

Ehemalige Vorstandsvorsitzende
- Robert Eaton und Jürgen E. Schrempp (17. November 1998 bis 31. März 2000)
- Jürgen E. Schrempp (1. April 2000 bis 31. Dezember 2005)
- Dieter Zetsche (1. Januar 2006 bis 22. Mai 2019)

## Geschäftstätigkeit

### Geschäftsfelder
Der weltweit tätige Konzern ist seit Dezember 2021 in zwei eigenständige Tochtergesellschaften unter dem Dach der Mercedes-Benz Group AG aufgeteilt. Kerngeschäft sind Entwicklung und Herstellung von Kraftfahrzeugen und der Verkauf über Vertragshändler und Niederlassungen weltweit an die Endabnehmer. Zusätzlich dazu werden Finanzierungsmöglichkeiten und Mobilitätsdienstleistungen angeboten.
| Tochtergesellschaft       | Tätigkeitsbereich                      |
| ------------------------- | -------------------------------------- |
| Mercedes-Benz AG          | Pkw und Vans                           |
| Mercedes-Benz Mobility AG | Finanz- und Mobilitätsdienstleistungen |

#### Mercedes-Benz AG
Die Mercedes-Benz AG ist zuständig für Entwicklung, Produktion und Vertrieb aller Pkw und Vans des Konzerns. Die Kernmarke Mercedes-Benz bietet ein Produktportfolio, das sich vom sogenannten Compact-Segment (A- und B-Klasse) bis zum Large-Size Segment (S-Klasse) erstreckt. Zu den Marken des Konzerns gehören:
- Mercedes-Benz
- Mercedes-AMG
- Mercedes-Maybach
- Smart (50% Joint-Venture mit Geely)

#### Mercedes-Benz Mobility AG
Die Mercedes-Benz Mobility AG (MBM) bietet Leasing- und Finanzierungsangebote, Finanzdienstleistungen für Händlerbetriebe, Managementleistungen von gewerblichen Fuhrparks sowie Dienste zur Vermittlung von Kfz-nahen Versicherungen, Bankdienstleistungen und Mobilitätskonzepten wie car2go an. Die zur Mercedes-Benz Mobility AG gehörende Mercedes-Benz Bank ist ein hundertprozentiges Tochterunternehmen der Mercedes-Benz Group AG. Überdies ist Mercedes-Benz Leasing Deutschland GmbH in Stuttgart eine 100-prozentige Tochtergesellschaft der MBM AG.

### Beteiligungen und Kooperationen
Im Anhang des Konzernabschlusses werden über 500 Tochter- und Gemeinschaftsunternehmen aufgelistet. Bekannte Vertreter darunter sind beispielsweise:
- 100 % an Mercedes AMG High Performance Powertrains Ltd., ehemals Mercedes-Ilmor, Hersteller von Formel-1-Motoren
- 100 % an der Mercedes-Benz Tech Innovation GmbH
- 100 % an car2go
- 35,0 % an der Daimler Truck Holding AG[56]
- 33,3 % an der Mercedes-Benz Grand Prix Ltd.[55]
- 9,55 % an BAIC[55]
- Kooperation mit Sutlej Motors, indischer Hersteller von Omnibussen[57]
- Über die Mercedes-AMG GmbH hält Mercedes-Benz einen kleinen Anteil an Aston Martin.
- 100 % an dem 2009 gegründeten Start-up für Elektromotoren YASA seit 2021[58]

Seit April 2010 ist Daimler Teil der Daimler-Renault-Nissan-Allianz.
Im Februar 2019 gaben Daimler und BMW einen Zusammenschluss der beiden Carsharing-Töchter car2go und DriveNow bekannt.

### Historische Übernahmen und Beteiligungen
Im Lauf der Jahrzehnte beteiligte sich das Unternehmen (teilweise begleitet durch Umfirmierungen – von Daimler-Benz zu DaimlerChrysler zu Daimler) an zahlreichen Unternehmen, übernahm diese ganz oder hatte zumindest großen Einfluss. Die größeren davon waren und sind:
| - 1950: Unimog-Entwicklungsgesellschaft - 1958: Auto Union GmbH (1964 bis auf die Werke Düsseldorf und Vitoria wieder verkauft) - 1960: Horex (Motorradproduktion eingestellt, Ventilproduktion aufgenommen) - 1960: Maybach-Motorenbau, Neufirmierung als MTU Friedrichshafen (2005 wieder verkauft) - 1963: Porsche-Diesel Motorenbau (Produktion eingestellt) - 1965: Maschinenfabrik Esslingen (Produktion veräußert und eingestellt) - 1968: Kraftwagen GmbH (Krawa) (Vertriebsorganisation der ehemaligen Krupp-LKW-Sparte) - 1968: Ernst Heinkel AG, Neufirmierung als Maschinen- und Werkzeugbau Zuffenhausen (MAWAG) - 1969/1970: Hanomag-Henschel (Markennutzung bis 1974, Produktion eingestellt 1978) - 1973: Junkers Flugzeug- und Motorenwerke (zusammen mit Dornier zunächst in DASA aufgegangen, später in EADS, dann in Airbus umbenannt) - 1977: Euclid Trucks (1984 wieder verkauft) - 1980: FBW-Fahrzeug AG (1985 Produktion eingestellt) - 1981: Freightliner - 1982: Adolph Saurer AG (Produktion eingestellt, Motoren-Forschungsabteilung an Iveco verkauft) - 1985: AEG (1996 zerschlagen und Markennamen abgegeben) - 1985: Dornier (zusammen mit Junkers zunächst in DASA aufgegangen. später in EADS, dann in Airbus umbenannt) - 1985: MTU München (2003 wieder verkauft) - 1988: MODICON Inc. (1994 wieder verkauft) - 1989: Messerschmitt-Bölkow-Blohm (Übernahme durch DASA, heute zu Airbus) - 1991: CAP Gemini Sogeti (1997 wieder verkauft) - 1992: Nutzfahrzeuggesellschaft Arbon & Wetzikon (2000 wieder verkauft) - 1992/1993: Fokker (Trennung: 22. Januar 1996, gerichtliche Aufsicht ab 23. Januar 1996, Insolvenz 15. März 1996) - 1993: Ilmor Engineering Ltd. (2005 Komplettübernahme; seit 2012 als Mercedes AMG High Performance Powertrains) - 1994: Manufacturing Commercial Vehicles - 1995: American LaFrance (2005 wieder verkauft) | - 1995: Kässbohrer Fahrzeugwerke (Marke Setra) und anschließende Fusion mit dem Omnibusbereich von Daimler-Benz zur EvoBus GmbH - 1997: Ford-LKW-Sparte (wurde zu Sterling Trucks) - 1998: Chrysler (Fusion) (Mai 2007, 2009 wieder verkauft) - 1998: Thomas Built Buses - 1999: AMG (Komplettübernahme 2005; heute Mercedes-AMG GmbH) - 2000: Western Star Trucks - 2000: Orion Bus (Zuordnung zu Freightliner) - 2000: Detroit Diesel (zerschlagen und teils bei Daimler Trucks und teils bei MTU Friedrichshafen eingegliedert) - 2000: McLaren Group (2009 wieder verkauft) - 2001: Mitsubishi Motors (Sperrminorität und Stellung des CEO bis zur Trennung 2004) - 2002: Toll Collect (bis Ende August 2018) - 2003: Mitsubishi Fuso Truck and Bus Corporation (Ausgliederung aus Mitsubishi Motors und Konsolidierung in DCAG) - 2007: Fujian Daimler Automotive (seit 2012 Fujian Benz) - 2008: Li-Tec Battery in Kamenz, Sachsen. Herstellung der Akku-Zellen für den Smart Electric Drive bis 2015, seither die Forschung und Entwicklung neuer Energiespeichertechnologien - 2008: Tognum AG (2014 wieder verkauft) - 2009: Brawn GP, Neufirmierung als Mercedes AMG F1 Team - 2011: EM-motive (2019 verkauft) - 2011: Beijing Foton Daimler Automotive - 2013: Flixbus (Anteil: 5,6 %) - 2014: myTaxi (über Moovel GmbH) - 2014: Blacklane (Risikokapitalbeteiligung in unbekannter Höhe) - 2014: MV Agusta (2017 wieder verkauft) - 2015: HERE (gemeinsam mit sechs weiteren Anteilseignern) - 2016 Shenzhen Denza New Energy Automotive 10 % (bis 2016 Shenzhen BYD Daimler New Technology, bis 2022 50%/50% Joint-Venture), 2024 wurden die letzten 10% an BYD verkauft. - 2017: Ionity (Joint Venture zur Errichtung von Ladestationen) - 2017: Flinc (im Januar 2019 eingestellt) |

### Wirtschaftliche Kennzahlen
| Region                    | Anteil |
| ------------------------- | ------ |
| Europa (ohne Deutschland) | 23,6 % |
| Vereinigte Staaten        | 23,5 % |
| Deutschland               | 16,8 % |
| China                     | 16,5 % |
| Asien (ohne China)        | 11,8 % |
| Nordamerika (ohne USA)    | 2,9 %  |
| Sonstige Märkte           | 4,9 %  |

| Geschäft               | Anteil |
| ---------------------- | ------ |
| Mercedes-Benz Cars     | 70,4 % |
| Mercedes-Benz Mobility | 16,8 % |
| Mercedes-Benz Vans     | 12,8 % |

Die Daimler AG war 2015 der börsennotierte Konzern mit dem europaweit größten Gewinn (EBIT).
| Geschäftsjahr                             | Umsatz                            | Gewinn                          | Beschäftigte am 31.12. |
| ----------------------------------------- | --------------------------------- | ------------------------------- | ---------------------- |
| DaimlerChrysler AG                        |                                   |                                 |                        |
| 1997                                      | 117,572 Mrd. €                    | 4,057 Mrd. €                    | 425.649                |
| 1998                                      | ▲ 131,782 Mrd. €                  | ▲ 04,820 Mrd. €                 | ▲ 441.502              |
| 1999                                      | ▲ 149,985 Mrd. €                  | ▲ 05,746 Mrd. €                 | ▲ 466.938              |
| 2000                                      | ▲ 162,384 Mrd. €                  | ▲ 07,894 Mrd. €                 | ▼ 416.501              |
| 2001                                      | ▼ 150,386 Mrd. €                  | ▼ 00,662 Mrd. €                 | ▼ 372.470              |
| 2002                                      | ▼ 147,368 Mrd. €                  | ▲ 04,718 Mrd. €                 | ▼ 365.571              |
| 2003                                      | ▼ 136,437 Mrd. €                  | ▼ 00,448 Mrd. €                 | ▼ 362.063              |
| 2004                                      | ▲ 142,059 Mrd. €                  | ▲ 02,466 Mrd. €                 | ▲ 384.723              |
| 2005                                      | ▲ 149,776 Mrd. €                  | ▲ 02,846 Mrd. €                 | ▼ 382.724              |
| Daimler AG                                |                                   |                                 |                        |
| 2006                                      | 099,222 Mrd. €                    | 3,783 Mrd. €                    | 274.024                |
| 2007                                      | ▲ 099,399 Mrd. €                  | ▲ 03,985 Mrd. €                 | ▼ 272.382              |
| 2008                                      | ▼ 095,873 Mrd. €                  | ▼ 01,414 Mrd. €                 | ▲ 273.216              |
| 2009                                      | ▼ 078,924 Mrd. €                  | ▼ −2,644 Mrd. €                 | ▼ 256.407              |
| 2010                                      | ▲ 097,761 Mrd. €                  | ▲ 04,674 Mrd. €                 | ▲ 260.100              |
| 2011                                      | ▲ 106,540 Mrd. €                  | ▲ 06,029 Mrd. €                 | ▲ 271.370              |
| 2012                                      | ▲ 114,297 Mrd. €                  | ▲ 06,830 Mrd. €                 | ▲ 275.087              |
| 2013                                      | ▲ 117,982 Mrd. €                  | ▲ 08,720 Mrd. €                 | ▼ 274.616              |
| 2014                                      | ▲ 129,872 Mrd. €                  | ▼ 07,290 Mrd. €                 | ▲ 279.972              |
| 2015                                      | ▲ 149,467 Mrd. €                  | ▲ 08,711 Mrd. €                 | ▲ 284.015              |
| 2016                                      | ▲ 153,261 Mrd. €                  | ▲ 08,784 Mrd. €                 | ▼ 282.488              |
| 2017                                      | ▲ 164,330 Mrd. €                  | ▲ 10,864 Mrd. €                 | ▲ 289.321              |
| 2018                                      | ▲ 167,362 Mrd. €                  | ▼ 07,582 Mrd. €                 | ▲ 298.683              |
| 2019                                      | ▲ 172,745 Mrd. €                  | ▼ 02,709 Mrd. €                 | ▼ 298.655              |
| 2020                                      | ▼ 154,309 Mrd. €                  | ▲ 04,009 Mrd. €                 | ▼ 288.481              |
| Mercedes-Benz Group AG                    |                                   |                                 |                        |
| 2021 (inklusive aufgegebenen Aktivitäten) | ▲ 133,893 Mrd. € (167,971 Mrd. €) | ▲ 11,085 Mrd. € (23,396 Mrd. €) | ▼ 176.582 (280.123)    |
| 2022                                      | ▲ 150,017 Mrd. €                  | ▲ 14,809 Mrd. €                 | ▼ 171.382              |
| 2023                                      | ▲ 153,218 Mrd. €                  | ▼ 14,531 Mrd. €                 | ▼ 166.000              |
| 2024                                      | ▲ 145,594 Mrd. €                  | ▼ 10,409 Mrd. €                 | ▼ 175.000              |

## Produktionsstätten

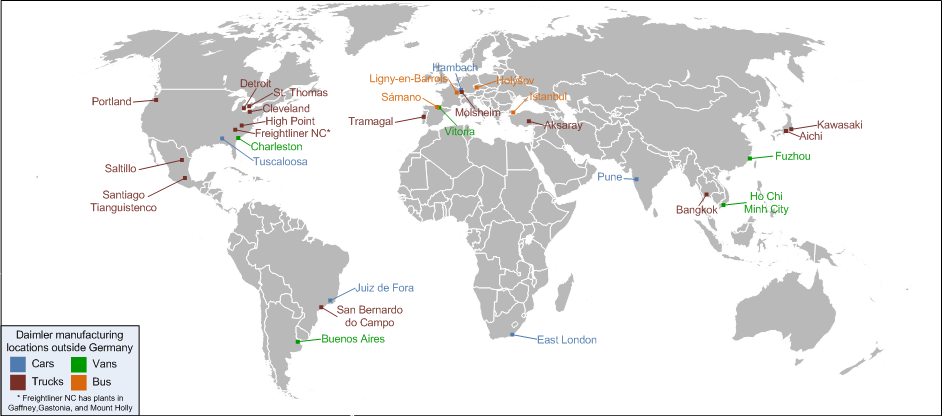
Produktionsstandorte der Daimler AG außerhalb Deutschlands

Mercedes-Benz unterhält Produktionsstätten in folgenden Ländern: Deutschland, Vereinigte Staaten, Mexiko, Frankreich, Spanien, Ungarn, Rumänien, Volksrepublik China, Indien, Indonesien, Argentinien, Brasilien, Südafrika, Japan und Vietnam. Darüber hinaus ist Mercedes-Benz in weiteren Märkten durch Beteiligungen an weiteren Produktionsstätten beteiligt.
2017 wurde bekannt, dass in der Nähe von Moskau bis 2019 ein Werk für SUV und E-Klassen errichtet werden soll. Das Unternehmen investierte über 250 Millionen Euro in den neuen Produktionsstandort. Die ersten Fahrzeuge liefen ab 2019 vom Band. Nach Beginn des Russisch-Ukrainischen Kriegs wurde das Russlandgeschäft an ein lokales Unternehmen veräußert.
Am 5. Juni 2018 kündigte Daimler den Bau eines zweiten PKW-Werks im ungarischen Kecskemét an. Es handelt sich um eine sogenannte „Full-Flex“-Fabrik, in der verschiedene Modelle mit unterschiedlichen Antriebskonzepten an einem Band gefertigt werden können. Die Fertigstellung war für 2020 geplant.

### Werke unter Leitung vonMercedes-Benz Cars

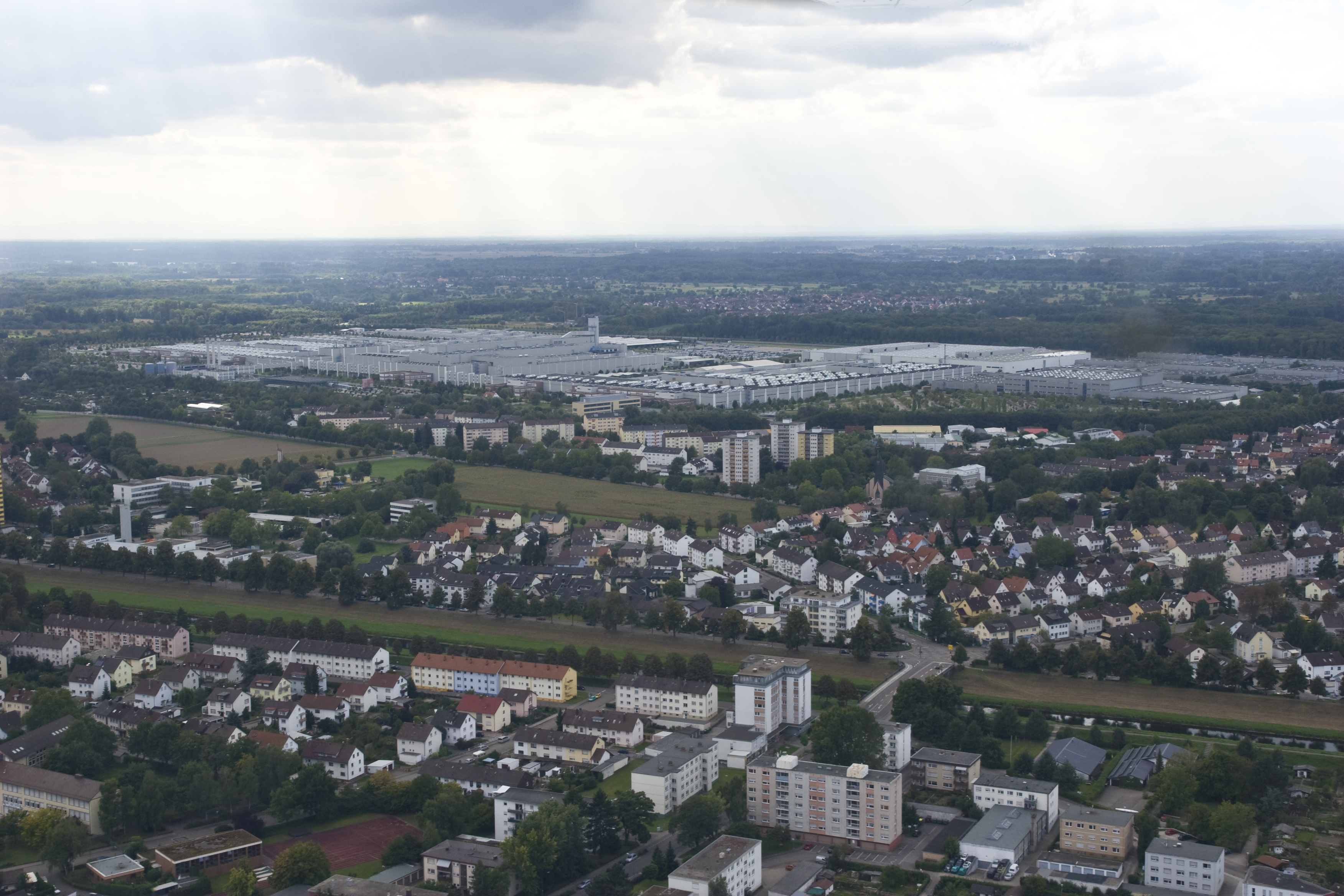
Werk Rastatt

- Werk Affalterbach: Motoren, Komponenten für die AMG-Modelle
- Werk Berlin-Marienfelde: Otto- und Dieselmotoren, Komponenten und Teile
- Werk Bremen: C-Klasse Limousine, C-Klasse T-Modell, C-Klasse Coupé, C-Klasse Cabrio, E-Klasse Coupé, E-Klasse Cabrio, SLC, SL, GLC, GLC Coupé
- Werk Cugir (Rumänien): Komponenten für Motoren, Getriebe und Lenkungen
- Werk East London (Südafrika) – Mercedes-Benz South Africa: C-Klasse, E-Klasse
- Werk Hamburg: Achsen, Lenkungen und Komponenten
- Werk Ho-Chi-Minh-Stadt (Vietnam): C-Klasse, GLC, E-Klasse, S-Klasse (CKD-Prinzip)[85]
- Werk Iracemápolis (Brasilien): C-Klasse, GLA[86]
- Werk Kamenz: Antriebsbatterien für Hybrid- und Elektrofahrzeuge
- Werk Kecskemét (Ungarn): B-Klasse, CLA, GLA
- Werk Kölleda: Otto- und Dieselmotoren
- Werk Peking (China): Mercedes-Benz A-Klasse Limousine (Langversion),[87] C-Klasse (Standard- und Langversion), E-Klasse (Langversion), GLA, GLC, Motoren
- Werk Pune (Indien) – Mercedes-Benz India: C-Klasse, E-Klasse, S-Klasse[88]
- Werk Rastatt: A-Klasse, B-Klasse, GLA
- Werk Sebeș (Rumänien): Doppelkupplungsgetriebe und Wandler-Automatikgetriebe
- Werk Sindelfingen: CLS, E-Klasse (Limousine und T-Modell), S-Klasse (Limousine, Coupé, Cabriolet), Mercedes-AMG GT Familie, Mercedes-Maybach, gepanzerte Sonderfahrzeuge
- Werk Stuttgart-Untertürkheim: Entwicklung, Motoren, Achsen, Getriebe, Komponenten inkl. Vorbetriebe Gießerei und Schmiede
- Werk Tuscaloosa (Vance, Tuscaloosa County, Alabama, USA) – Mercedes-Benz U.S. International: GLE, GLS, C-Klasse

ehemalige Werke:
- Werk Hambach (Frankreich): Smart Fortwo. 2020 verkauft an Ineos[89]
- Werk Moscovia (Russland): E-Klasse, verschiedene SUV-Modelle. Im Rahmen des Russischen Überfall auf die Ukraine an Investor verkauft.[90]

Quelle für den ganzen Abschnitt:

### Produktionsstandorte vonMercedes-Benz Vans
- Werk Düsseldorf: Karosserie- und Montagewerk für Transporter Sprinter
- Werk Ludwigsfelde: Karosserie- und Montagewerk für Transporter (offene Baumuster Sprinter)
- Werk Stuttgart: Zentralfunktionen und Entwicklung
- Werk González Catán (Argentinien): Sprinter, Vito (bis 2025)[92]
- Werk North Charleston (South Carolina, USA): Karosserie- und Montagewerk, Mercedes-Benz und Freightliner Sprinter, Mercedes-Benz Metris (Nordamerika-Version des Vito)
- Werk Vitoria-Gasteiz (Spanien): Vito, V-Klasse
- Werk Fuzhou (China): Sprinter, Vito, V-Klasse
- Werk Maubeuge (Frankreich): Citan
- Werk Barcelona (Spanien): X-Klasse
- Werk Jaroslawl (Russland): Motoren, Sprinter Classic
- Werk Nischni Nowgorod (Russland): Sprinter Classic (2013 bis 2018)

Quelle für den ganzen Abschnitt:

## Kritik

### Bluttests bei Neueinstellungen
Als kontrovers wurde in den Medien die Durchführung von Bluttests bei Neueinstellungen der Produktionsmitarbeiter empfunden. Im Jahr 2011 erhielt die Daimler AG dafür den Negativpreis Big Brother Award in der Kategorie Arbeitswelt. Dies verletze laut FoeBuD, dem für die Preisverleihung verantwortlichen Verein, die Persönlichkeitsrechte und sei meist arbeitsrechtlich nicht erforderlich. Die ursprünglich auch von den Angestellten im indirekten Bereich, zu denen unter anderem auch Ingenieure und Verwaltungsmitarbeiter zählen, geforderten Bluttests wurden nach einer Rüge durch die Datenschutzbehörden eingestellt.

### Einsatz von Leiharbeit und Werkverträgen
Daimler wird für den Einsatz von Leiharbeit und Werkverträgen kritisiert, die der Konzern einsetze, um Tarifstandards zu unterlaufen. So verdienten manche Beschäftigte, die über Werkverträge eingestellt werden, bis zu zwei Drittel weniger als die Stammbelegschaft und müssten ergänzend Arbeitslosengeld 2 beantragen.
In einer Reportage aus dem Jahr 2013 zeigte der SWR, wie Werkvertragsarbeitnehmer bei Daimler in die normalen Betriebsabläufe integriert wurden und Weisungen erhielten, was gegen die gesetzlichen Bestimmungen für Werkverträge verstoßen habe. Dabei wurden heimlich gedrehte Aufnahmen aus dem Daimler-Werk Untertürkheim gezeigt. Daimler versuchte daraufhin, eine erneute Ausstrahlung dieser Aufnahmen gerichtlich untersagen zu lassen, scheiterte damit jedoch endgültig im Jahr 2016.

### Umgang mit Führungskräften
Medien berichteten, dass Daimler bestimmte Führungskräfte, die faktisch nicht leitende Angestellte seien, trotz zahlreicher Gerichtsentscheidungen als leitende Angestellte behandle und somit bestimmte Vereinbarungen, die zwischen dem Unternehmen und dem Betriebsrat zu Standort- und Beschäftigungssicherungsgarantie, Höchstarbeitszeiten und Entgeltbestandteilen getroffen wurden, nicht gelten lasse. Betroffen seien Mitarbeiter der Ebene 3 und einige Mitarbeiter der Ebene 2.
Außerdem wird kritisiert, dass das Unternehmen Führungskräfte bis 2017 mit 60 Jahren zwangsweise in Rente schickte und dass diese Altersgrenze, nachdem diese Regel im Januar 2017 vom Bundesarbeitsgericht wegen Altersdiskriminierung für rechtswidrig befunden wurde, vom Unternehmen nicht aufgehoben, sondern auf 63 Jahre angehoben wurde. Diese neue Regel sei aus demselben Grund rechtswidrig, da auch 63-Jährige keinen Anspruch auf die volle Altersrente erworben haben. Das Unternehmen weist den Vorwurf der Rechtswidrigkeit des Umgangs mit Führungskräften entschieden zurück, da er jeglicher Grundlage entbehre.

### Lobbyismus
Im Rahmen eines Berichts über die Einflussnahme von Lobbyisten auf die Politik und Gesetzgebung wurde Anfang 2008 bekannt, dass in der Ausschreibungsphase für das deutsche LKW-Mautsystem ein ranghoher Mitarbeiter von DaimlerChrysler direkt im Bundesverkehrsministerium mitarbeitete. Durch das WDR-Magazin Monitor wurde Anfang 2014 bekannt, dass der Wikipedia-Artikel Daimlers durch gezielte PR-Arbeit zugunsten des Unternehmens manipuliert wurde, so wurde der Abschnitt über Lobbyarbeit vollständig entfernt.

### Schwere Unfälle bei Test- und Erprobungsfahrten
Es ereigneten sich mehrere schwere Unfälle bei Test- und Erprobungsfahrten, bei denen neben dem menschlichen Versagen der Werksfahrer in den Medien auch dem Konzern eine Mitschuld gegeben wurde.
- Für den mit hoher medialer Aufmerksamkeit verbundenen Verkehrsunfall auf der Bundesautobahn 5 im Juli 2003, bei dem eine Frau und ein Kleinkind verstarben, wurde ein Daimler-Versuchsingenieur wegen fahrlässiger Tötung und vorsätzlicher Gefährdung des Straßenverkehrs verurteilt. Bei dem Gerichtsverfahren wurde bekannt, dass Hochgeschwindigkeitsfahrten und aggressives Verhalten im öffentlichen Straßenverkehr von Werksfahrern im Konzern bekannt waren, ohne dass entsprechende Konsequenzen gezogen wurden. Des Weiteren zeigten sich die als Zeugen geladenen Mitarbeiter des Konzerns auffallend unkooperativ.[104]
- Anfang 2005 wurde ein Daimler-Werksfahrer für einen Unfall in Schweden verurteilt, bei dem eine Fußgängerin von einem Mercedes-Benz erfasst und getötet wurde.[105]
- Im April 2010 wurde an einer Unfallstelle eine Person von einem Erlkönig, der mit überhöhter Geschwindigkeit auf der A 81 unterwegs war, erfasst und getötet. Der Werksfahrer wurde aufgrund seiner unangepasst hohen Geschwindigkeit bei dem Unfall verurteilt.[106][107]
- Ende September 2010 kam ein 27-jähriger Entwicklungsingenieur auf der Strecke für Hochgeschwindigkeitstests im emsländischen Papenburg ums Leben, ein unerfahrener Daimler-Praktikant kollidierte mit hoher Geschwindigkeit mit einem vorausfahrenden Fahrzeug, wofür mangelnde Sicherheitsstandards bei der Einweisung des Fahrers und dem Betrieb der Teststrecke verantwortlich gemacht wurden.[108] Im Oktober 2011 und im Juli 2012 starben zwei weitere Entwicklungsingenieure bei Testfahrten auf dem gleichen Gelände.[109][110] Die Teststrecke wurde daraufhin vorübergehend gesperrt.[111]
- Im Juni 2012 verursachte ein 36-jähriger Entwicklungsingenieur mit einem getarnten Werksfahrzeug bei einer Erprobungsfahrt auf einer öffentlichen Straße aufgrund überhöhter Geschwindigkeit einen Unfall, bei dem eine Mutter und ihr sechsjähriges Kind schwer verletzt wurden.[112] Der Werksfahrer wurde aufgrund vorsätzlicher Gefährdung des Straßenverkehrs in Tateinheit mit fahrlässiger Körperverletzung verurteilt.[113] Ebenfalls im Juni verursachte ein Werksfahrer mit einem getarnten LKW einen Auffahrunfall. Weil dieser als Prototyp quasi ein Einzelstück war und teure Messgeräte dabei hatte, ergab sich ein Sachschaden von mehr als einer Million Euro.[114]

### Manipulation von Abgaswerten
Am 23. Mai 2017 durchsuchten Polizisten und Staatsanwälte mehrere Gebäude der Daimler AG. Dabei ging es um den Verdacht auf Betrug sowie strafbare Werbung (§ 16 UWG) im Zusammenhang mit der Diesel-Abgasaffäre. Im September 2019 schloss die Staatsanwaltschaft Stuttgart ein Bußgeldverfahren (Grund: Aufsichtspflichtverletzung (OWiG)) gegen Daimler mit der Verhängung einer Strafzahlung in Höhe von 870 Millionen Euro ab. Im Jahr 2015 hatte der Rechtsanwalt Christian Schertz im Auftrag von Daimler vor einer Pressekonferenz der Deutschen Umwelthilfe mit Schadensersatzforderungen gedroht, falls durch die Öffentlichkeitsarbeit des Umweltverbands auch nur „der Eindruck entstehen“ sollte, dass Daimler Abgaswerte manipuliere. Die Veröffentlichung des Drohbriefes wurde durch Schertz ebenfalls verboten. Das Verbot wurde jedoch durch das Landgericht Hamburg im Jahr 2016 als nicht rechtskräftig abgelehnt. Daimler hatte zu dem Zeitpunkt jegliche Manipulation der Abgasreinigung bestritten. Später erklärte das Unternehmen, dass die Abgasreinigung innerhalb des zulässigen Rahmens flexibel geregelt werde. Doch ein Gutachten des Wissenschaftlichen Dienstes des Deutschen Bundestages hatte im selben Jahr dargelegt, dass die Manipulationen der Abgasreinigung nicht innerhalb des zulässigen Rahmens gelegen haben. Daimler hatte sich mit BMW und VW bei der Manipulation der Abgasreinigung abgesprochen, hatte sich aber als erster Konzern bei den Wettbewerbsbehörden angezeigt, eine Kronzeugenregelung erhalten und entging damit im Gegensatz zu den anderen Autoherstellern einer Geldstrafe.
Im Jahr 2018 war der weltweite Rückruf von insgesamt etwa 780.000 Mercedes-Fahrzeugen, die auf die Manipulation der Abgaseinrichtung programmiert waren, angeordnet worden.
Im Jahr 2020 rief das Kraftfahrt-Bundesamt über 20 Mercedes-Modelle im Zusammenhang mit dem Diesel-Abgasskandal zurück.
In den USA einigte sich die Daimler AG im August 2020 auf Vergleiche mit US-Sammelklägern sowie den -Behörden. Im darauffolgenden September gaben Daimler sowie das US-Justizministerium die Höhe aller diesbezüglichen Vergleichszahlungen mit insgesamt 1,9 Milliarden US-Dollar an. Daimler wurde zudem verpflichtet, betroffene Fahrzeuge in den USA mit Software-Updates nachzurüsten. Daimler betonte, dass es sich dabei um kein Schuldeingeständnis handelt, da bei den Vergleichen nicht festgestellt worden sei, ob die in den Fahrzeugen verwendeten Funktionen unzulässig sind. Bis November 2021 hatten sich die von Daimler beglichenen Vergleichszahlungen in den USA auf 2,2 Milliarden US-Dollar erhöht.
Bis November 2021 hatte das Kraftfahrt-Bundesamt 34 Mercedes-Modelle wegen unzulässiger Abgas-Abschalteinrichtungen zurückgerufen. Allein durch den Rückruf von zwei Modellen waren weltweit mindestens 498.000 Fahrzeuge betroffen.

### Dividendenzahlungen
Die für das Geschäftsjahr 2020 im Vergleich zum Vorjahr um 50 % erhöhte Dividende, die der Konzern an die Aktionäre ausschüttete (insgesamt 1,4 Milliarden Euro), sorgte für Kritik von unter anderem dem Dachverband der Kritischen Aktionärinnen und Aktionäre und der Bürgerbewegung Finanzwende, angesichts der Tatsache, dass der Konzern zuvor 700 Millionen Euro durch das Kurzarbeitergeld eingespart hatte. Das aufgrund der COVID-19-Pandemie beantragte Kurzarbeitergeld sei zum Teil aus Steuergeldern bezahlt; der Konzern erwiderte, dass es sich um eine Versicherungsleistung der Arbeitslosenkasse handele und dass Daimler über Jahre auch viel Geld eingezahlt habe.
Die für das Geschäftsjahr 2021 gezahlten Dividenden der deutschen Automobilkonzerne wurden wegen des Bezugs von Kurzarbeitergeld durch die Konzerne erneut vom Dachverband der Kritischen Aktionärinnen und Aktionäre kritisiert.

### Werbung in antisemitischer Zeitung
Im Dezember 2017 berichtete die FAZ, dass Daimler für seine Marke Mercedes-Benz Werbung in der türkischen Zeitung Anadolu’da Vakit schaltet. Die Zeitung, die antisemitische, sexistische und schwulenfeindliche Hassnachrichten verbreitet, ist in Deutschland seit 2005 wegen Volksverhetzung und Holocaustleugnung verboten.